# Trnava (district de Zlín)
Pour les articles homonymes, voir Trnava (homonymie).
Trnava (en allemand : Trnawa, de 1939 à 1945 : Tirnau) est une commune du district et de la région de Zlín, en Tchéquie. Sa population s'élevait à 1 153 habitants en 2020.

## Géographie
Trnava se trouve à 13 km au sud-ouest de Vsetín, à 16 km au nord-est de Zlín, à 91 km à l'est-nord-est de Brno et à 261 km au sud-est de Prague.
La commune est limitée par Hošťálková au nord, par Liptál à l'est, par Všemina, Neubuz et Slušovice au sud, par Březová au sud-ouest, par Hrobice à l'ouest et par Kašava et Podkopná Lhota au nord-ouest.

## Histoire
La première mention écrite du village date de 1368.

## Galerie

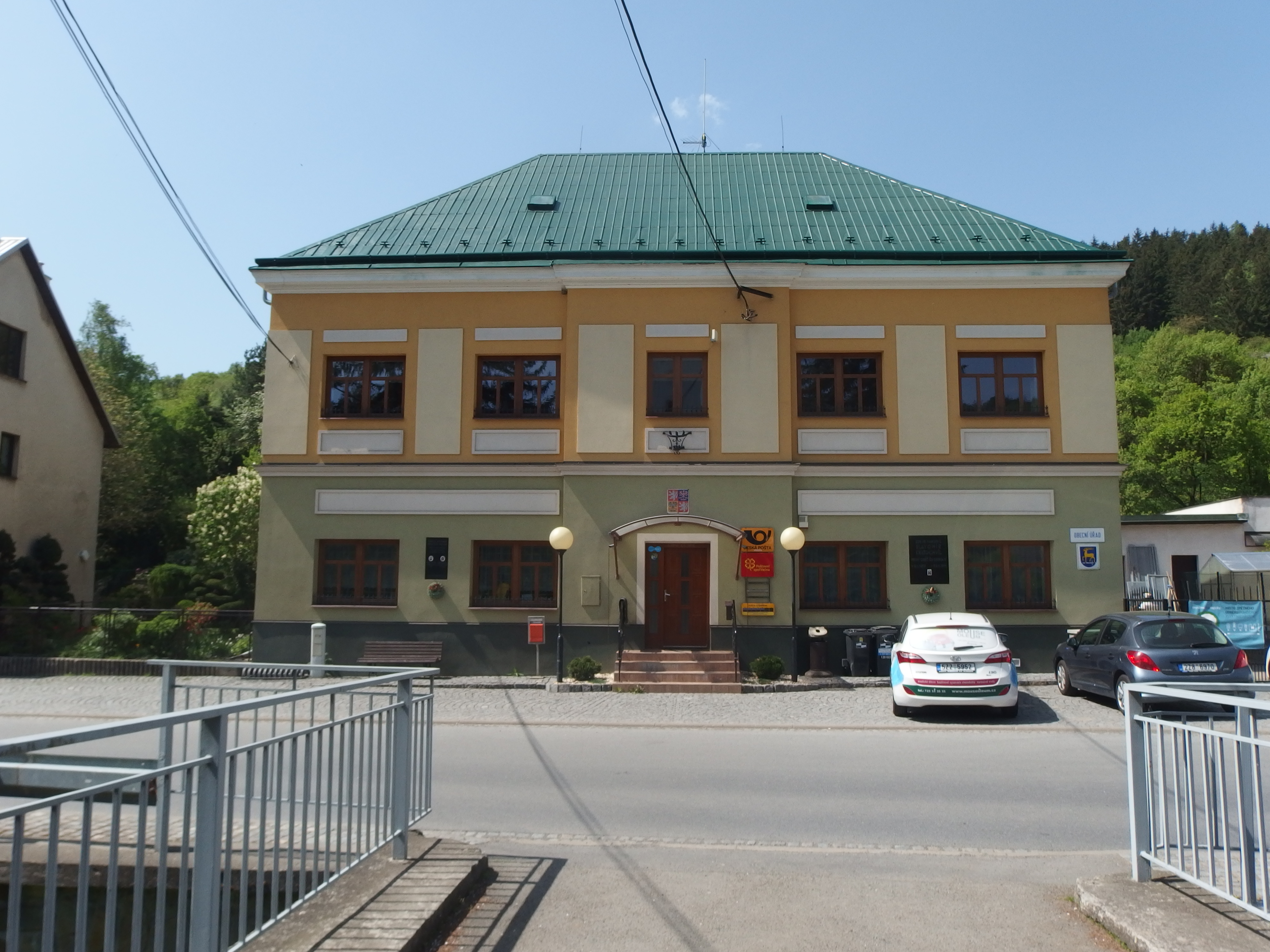
Trnava : la mairie.
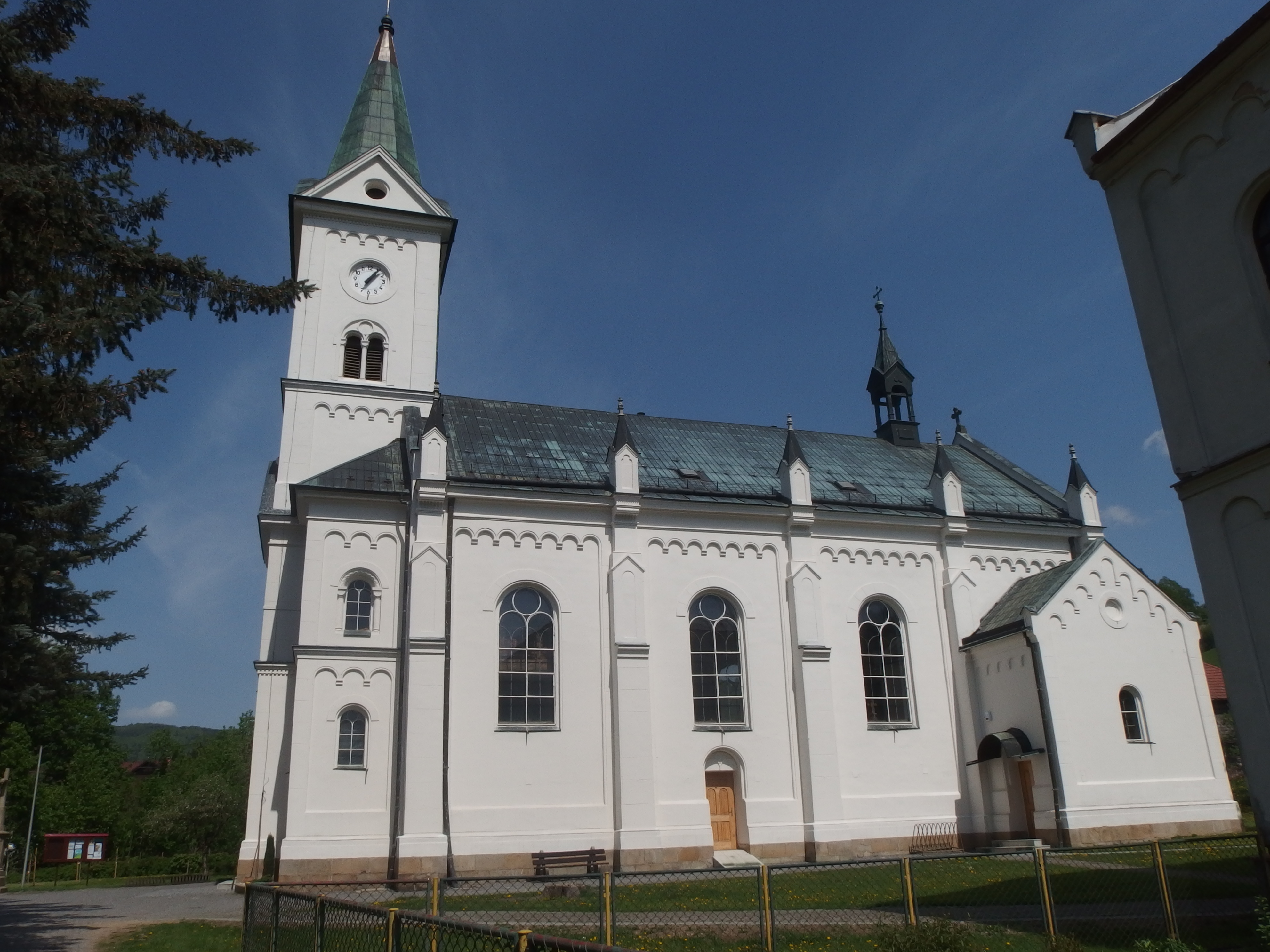
Église de la Visitation.

## Transports
Par la route, Trnava se trouve à 15 km de Fryšták, à 20 km de Zlín, à 107 km de Brno et à 313 km de Prague.